# Nonno questa volta è guerra
Nonno questa volta è guerra (The War with Grandpa) è un film del 2020 diretto da Tim Hill.
Con un cast corale che comprende Robert De Niro, Uma Thurman, Rob Riggle, Oakes Fegley, Laura Marano, Cheech Marin, Jane Seymour e Christopher Walken, la pellicola è l'adattamento cinematografico dell'omonimo romanzo scritto da Robert Kimmel Smith.

## Trama
Ed è un vedovo ormai anziano abbastanza autonomo ma un po' in crisi personale dopo la perdita dell'adorata moglie. La figlia, per stargli più vicino, gli propone di trasferirsi da lei. Ed, inizialmente riluttante, poi accetta. Mentre starà dalla figlia ad Ed viene offerta come camera da letto la stanza tanto adorata dal nipote Peter che, a causa di ciò, sarà costretto a trasferirsi nella soffitta. Il bambino, appena entrato alle scuole medie, mal sopporterà questa scelta e dichiarerà guerra al nonno per riavere il suo spazio. Tra nonno e nipote comincia così una divertente schermaglia a base di scherzi e piccoli dispetti.

## Produzione
Le riprese del film, iniziate il 2 maggio 2017 ad Atlanta, sono durate sei settimane.

## Promozione
Il primo trailer del film è stato diffuso il 13 agosto 2020.

## Distribuzione
Il film era inizialmente stato fissato per il 23 febbraio 2018 dalla Dimension Films, società satellite della Weinstein Company; un mese prima dell'uscita, il film è stato tolto dalla programmazione e rinviato a data da destinarsi. Dopo aver fissato le date del 21 aprile 2018 e del 20 ottobre dello stesso anno, nel marzo 2018 la Weinstein Company rinuncia alla distribuzione del film, vendendone i diritti, che passano ai produttori della pellicola per 2,5 milioni di dollari.
Nel giugno 2020 la casa di distribuzione 101 Studios acquista i diritti della pellicola, che è stata distribuita nelle sale cinematografiche statunitensi a partire dal 9 ottobre 2020.
In Italia è stata trasmessa in prima visione su Sky Cinema Uno il 25 gennaio 2021.

## Accoglienza

### Incassi
Il film si posiziona al primo posto del botteghino statunitense nel primo fine settimana di programmazione, incassando 3,6 milioni di dollari.

### Critica
Sull'aggregatore Rotten Tomatoes il film riceve il 27% delle recensioni professionali positive con un voto medio di 4,31 su 10 basato su 78 critiche, mentre su Metacritic ottiene un punteggio di 36 su 100 basato su 21 critiche.